# Adam Kszczot
Adam Kszczot (1989. szeptember 2. –) lengyel atléta, középtávfutó, a 800 méteres szám specialistája.

## Pályafutása
2009-ben győzött a 23 év alattiak Európa-bajnokságán. Ebben az évben szabadtéren és fedettpályán is lengyel bajnok lett, majd ezen címeit megvédte 2010-ben.
Első jelentősebb felnőtt sikerét a dohai fedett pályás világbajnokságon érte el, ahol bronzérmes lett. Fél évvel később az Európa-bajnokságon is harmadikként zárt.
A 2011-es párizsi fedett pályás Európa-bajnokságon honfitársa, Marcin Lewandowski legyőzésével aranyérmet szerzett.

## Egyéni legjobbjai
- 400 méteres síkfutás - 47,00 (2009)
- 600 méteres síkfutás - 1:14,55 (2009)
- 800 méteres síkfutás (szabadtér) - 1:44,30 (2011)
- 800 méteres síkfutás (fedett) - 1:46,00 (2010)
- 1000 méteres síkfutás - 2:16,99 (2011)
- 1500 méteres síkfutás - 3:48,26 (2009)